# Willennium
Albums de Will Smith
Big Willie Style
(1997) Born to Reign
(2002)
Singles
1. Wild Wild West
Sortie : 4 mai 1999
2. Will 2K
Sortie : 9 septembre 1999
3. Freakin' It
Sortie : 22 mars 2000

Willennium est le deuxième album studio de Will Smith, sorti le 16 novembre 1999.
L'album s'est classé 5e au Billboard 200, 6e au Top Internet Albums et 8e au Top R&B/Hip-Hop Albums et a été certifié double disque de platine par la Recording Industry Association of America (RIAA) le 17 décembre 1999 avec plus de deux millions de copies vendues aux États-Unis.

## Liste des titres
| No  | Titre                                               | Auteur                                                      | Contient un (des) sample(s) de | Durée |
| --- | --------------------------------------------------- | ----------------------------------------------------------- | --- | ----- |
| 1.  | I'm Comin' (featuring Tra-Knox)                     | Runnells, Brown, Rans, Smith, Moore, Bennett                | Runnin' From the Law de Stargard | 3:54  |
| 2.  | Will 2K (featuring K-Ci)                            | Robinson, Smith, Bennett, Henson                            | Rock the Casbah de Clash Superappin' de Grandmaster Flash and The Furious Five 1999 de Prince | 3:53  |
| 3.  | Freakin' It                                         | Sawyer, McLeod, Edwards, Rodgers, Smith, Barnes, Bennett    | Love Hangover de Diana Ross | 3:59  |
| 4.  | Da Butta (featuring Lil' Kim)                       | Grey, Hanks, Smith, Jones, Bennett                          | (Every Time I Turn Around) Back in Love Again de L.T.D. | 2:58  |
| 5.  | La Fiesta                                           | Puente, Smith, Haggins, Pelzer, Henson, Lynn                | Mambo Con Puente de Tito Puente | 4:16  |
| 6.  | Who Am I? (featuring Tatyana Ali et MC Lyte)        | Smith, Rodney Jerkins, Daniels, Ali                         | | 4:02  |
| 7.  | Afro Angel                                          | Dorough, Smith, Smith, Bennett                              | Figure Eight de Blossom Dearie | 5:10  |
| 8.  | So Fresh (featuring Biz Markie et Slick Rick)       | Smith, Townes, Hall, Henson                                 | Atabaque de Laurindo Almeida et Bud Shank The Def Fresh Crew de Roxanne Shanté et Biz Markie La Di Da Di de Doug E. Fresh et Slick Rick Spoonin' Rap de Spoonie Gee Change the Beat (Female Version) de Beside Children's Story de Slick Rick | 4:15  |
| 9.  | Pump Me Up (featuring DJ Jazzy Jeff)                | Davis, Barrier, Griffin, Parker, Smith, Townes              | Pump Me Up de Trouble Funk La Di Da Di de Doug E. Fresh et Slick Rick Just Rhymin' With Biz de Big Daddy Kane featuring Biz Markie Hip-Hop vs. Rap de KRS-One The R de Eric B. & Rakim                                                        | 4:04  |
| 10. | Can You Feel Me? (featuring Eve)                    | Jackson, Smith, Jeffers, Henson                             | Working Day and Night de Michael Jackson | 3:44  |
| 11. | Potnas/Interlude                                    | Smith, Hutchins, Smith, Bennett                             | Friends de Whodini | 6:08  |
| 12. | No More (featuring Breeze)                          | Larsen, Smith                                               | | 3:25  |
| 13. | Uuhhh                                               | Hakwins, Lewis, Smith, Bennett, Townes, Henson, Lonnie Lynn | | 3:29  |
| 14. | Wild Wild West (featuring Dru Hill et Kool Moe Dee) | Wonder, Smith, Fusari, DeWese                               | | 4:28  |
| 15. | The Rain (featuring Jill Scott)                     | Williams, Neale, Smith, Lynn, Scott, Townes                 | I Believe in Miracles de Deniece Williams | 4:48  |